# Aigars Jansons
Aigars Jansons (ur. 27 lipca 1971) – łotewski zapaśnik walczący w stylu klasycznym. Olimpijczyk z Atlanty 1996, gdzie zajął dziewiąte miejsce w wadze koguciej.
Jedenasty na mistrzostwach świata w 1999. Szósty na mistrzostwach Europy w 1996. Brązowy medalista mistrzostw nordyckich w 1996, a także igrzysk bałtyckich w 1997 roku.

## Letnie Igrzyska Olimpijskie 1996
| Konkurencja | Rundy eliminacyjne          | Rundy eliminacyjne   | Repsaże             | Repsaże                 | Klas. końcowa |
| Konkurencja | Przeciwnik I                | Przeciwnik II        | Przeciwnik I        | Przeciwnik II           | Miejsce       |
| ----------- | --------------------------- | -------------------- | ------------------- | ----------------------- | ------------- |
| 57 kg       | Stanisław Pawłowski (POL) Z | Sheng Zetian (CHN) P | Park Chi-ho (KOR) Z | Rusłan Chakymow (UKR) P | 9.            |